# Williamstown (Australie-Méridionale)
Williamstown est une localité de la région de l'Australie-Méridionale, situé à 51 km d'Aldélaïde.
En 2016 sa population était de 2 755 habitants.